# Matija Bravničar
Matija Bravničar   (Tolmin, 24 de febrer de 1897 - Ljubljana, 25 de novembre de 1977) fou un compositor, violinista i professor eslovè.

## Biografia
Primer va estudiar violí; després va estudiar composició amb Marij Kogoj i Slavko Osterc al Conservatori de Ljubljana. Va ser membre (violinista) de l'Orquestra de l'Òpera de Ljubljana del 1919 al 1945 i també el seu president; després de la guerra, va ser per poc temps el director de l'Escola de Música de Gorizia, del 1945 al 1949 director general de l'Acadèmia de música de Ljubljana i aleshores cap del departament de música de Državni založbi ("Editorial Nacional"). Des de 1952, fou professor associat i posteriorment professor de composició a l'Acadèmia de música de Ljubljana fins a la seva jubilació el 1967.
El 1949 va esdevenir el segon president (després de Karl Pahor) de la Societat de compositors eslovens, i el 1953-1957 va presidir la Unió de Compositors Iugoslaus. El 1951 va editar la revista de música eslovena juntament amb Marijan Lipovšek.
Des de 1972 fou membre extraordinari i des de 1974 membre de ple dret de l'Acadèmia Eslovena de Ciències i Arts de ple dret.
Es va casar amb la ballarina de ballet i coreògrafa Gizela Bravničar el 1932. El seu fill Dejan Bravničar és un destacat violinista eslovè i el seu net és el pianista Igor Bravničar.

## Creativitat
Bravničar va ser un dels primers compositors simfònics eslovens. La seva obra inclou quatre simfonies, dues òperes Pohujšanje v dolini šentflorjanski (1928 - 1929) i Hlapec Jernej in njegova pravica (1936), l'opereta Stoji, stoji Ljubljanca (1933), moltes poemes simfònics, composicions de cambra, etc.
Estilísticament, és un compositor romàntic i expressionista tardà. Va utilitzar sovint elements de la música tradicional eslovena en les seves composicions .
El 1963 va rebre el Premi Prešeren pel seu Concert per a violí i orquestra.